# خبرچین (فیلم ۱۹۳۵)
«خبرچین» (انگلیسی: The Informer (1935 film)) فیلمی در ژانر درام و جنایی به کارگردانی جان فورد است که در سال ۱۹۳۵ منتشر شد.

## بازیگران
- هدر آنجل
- ویکتور مک‌لاگلن
- اونا اوکانر
- مارگوت گراهام
- پرستون فاستر
- فرانسیس فورد
- جی. فارل مک‌دانلد
- جک مولهال
- رابرت پریش
- وارد باند
- جوزف مایکل کریگن
- دارسی کوریگان
- فرانک هاگنی
- می بولی